# Edmond Baraffe
Edmond Baraffe (* 19. Oktober 1942 in Annœullin; † 19. April 2020) war ein französischer Fußballspieler.

## Karriere

### Verein
Baraffe spielte von 1961 bis 1962 bei US Boulogne. In der Saison 1962/63 trat er für Red Star Paris an, anschließend wechselte er in die Division 1 zum FC Toulouse, wo er in den folgenden drei Jahren zum Nationalspieler avancierte. 1967 verkaufte Toulouse seine Erstligalizenz an Red Star, sodass er nach Paris zurückkehrte. Aufgrund einer Knieverletzung musste er lange pausieren und war drei Jahre vereinslos, bis er seine Karriere 1971 beim OSC Lille fortsetzen konnte, wo er 1973 seine aktive Laufbahn als Spieler beendete.

### Trainerlaufbahn
Seine erste Trainerstation war von 1974 bis 1976 Le Havre AC. Mit Unterbrechungen trainierte er in der Folge die unterklassigen Vereine Association Football Club de Compiègne und Le Touquet Athletic Club. 1989 kehrte er für eine Saison als Trainer zu seiner ersten Profistation US Boulogne zurück.
Anschließend lebte er viele Jahre lang in Südfrankreich.

### Nationalmannschaft
Baraffe stand im Aufgebot der französischen Nationalmannschaft bei der Weltmeisterschaft 1966 in England, wurde jedoch während des Turniers nicht eingesetzt. Insgesamt bestritt er zwischen 1964 und 1966 drei Länderspiele für die Équipe Tricolore, in denen er ohne Torerfolg blieb.